# 中風帶

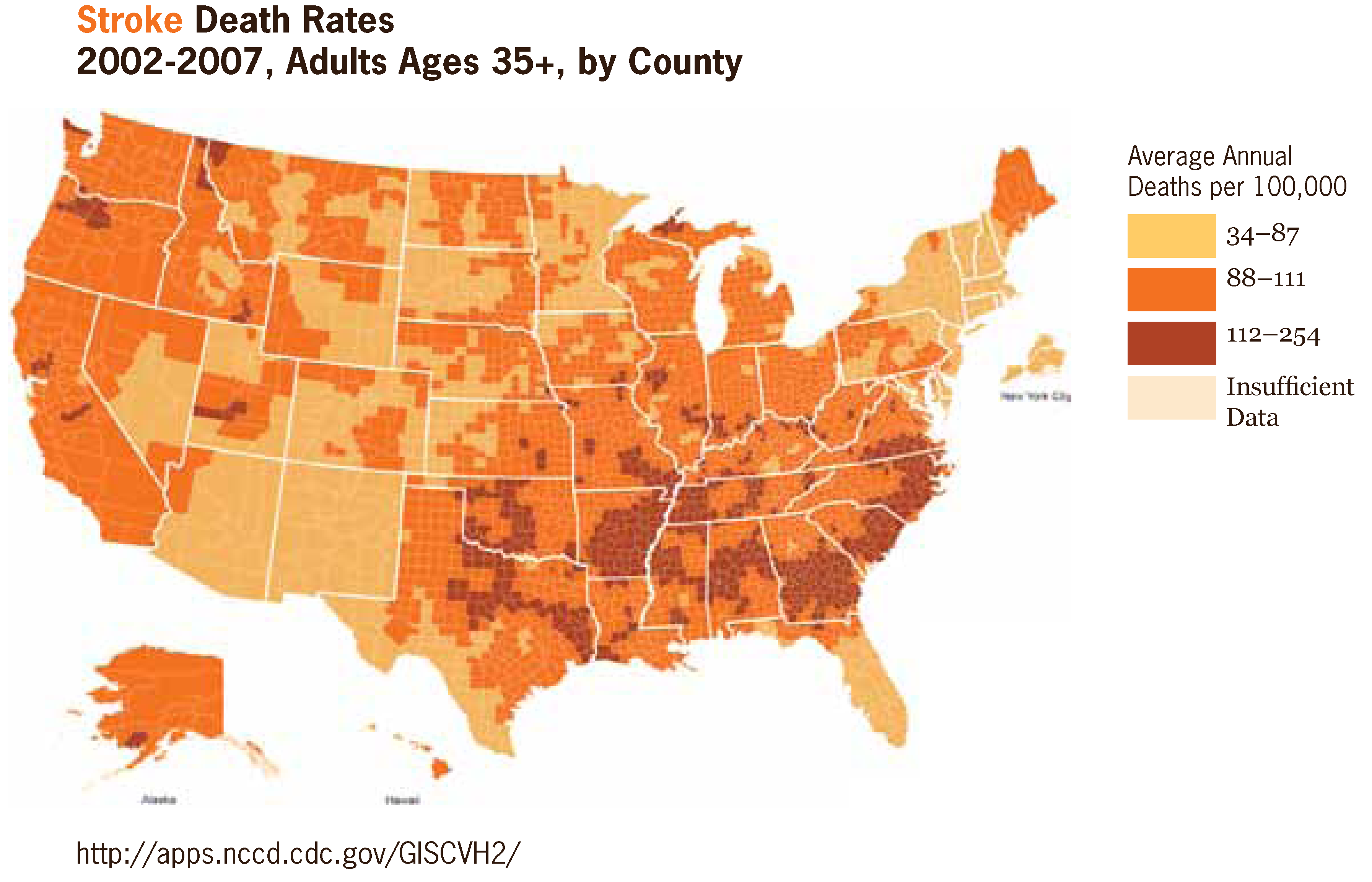
2002-2007年，美國35歲以上成年人中風死亡率。可見東南部地區明顯較高

中風帶（英語：Stroke Belt）是美國一區域的非正式稱呼，主要範圍為美國東南部地區，該地區中風等各種心血管疾病的發病率異常高。

## 地理範圍
這個詞沒有明確的官方定義，一般是指東南部各州包括阿拉巴馬州、阿肯色州、佐治亞州、肯塔基州、路易斯安那州、密西西比州、北卡羅來納州、南卡羅來納州和田納西州。在1980年，這9個州的年齡調整後的中風死亡率比美國全國平均水平高10％以上。
尚未確定該區域中風發生率升高的原因，但已發現許多可能的促成因素，包括高血壓、低社會經濟地位、飲食、文化生活方式、較低的醫療品質、吸煙等。